# Passo Tratto Spino
Der Passo Tratto Spino ist ein Bergsattel in der italienischen Provinz Verona. Er ist einer der Hauptpässe am Hauptkamm des Monte Baldo.

## Geographie
Auf einer Höhe von 1760 m trennt er den Hauptkamm des Monte Baldo vom Cime di Ventrar und teilt ihn zusammen mit dem Sattel Bocca di Navene in zwei Hauptblöcke (den Nordteil mit dem Brentonico-Plateau und dem Monte Altissimo di Nago (2078 m) und den Südteil).

## Seilbahn
Die Bergstation der Seilbahn Funivia Malcesine befindet sich in unmittelbarer Nähe des Passo Tratto Spino (knapp darüber, 1776 m).

## Tourismus
Der mit der Seilbahn leicht erreichbare Passbereich ist sowohl im Sommer als auch im Winter sehr beliebt. Im Sommer ist er bei Anfängern und Radfahrern wegen seiner leicht zu benutzenden Wege beliebt und im Winter wird er von Skifahrern aus dem Wintersportort Prà Alpesina frequentiert, dessen Pisten teilweise direkt am Pass liegen.
Der Tourismus wird durch das Vorhandensein von Unterkünften begünstigt. Im Passbereich gibt es ein Hotel und ein Chalet. Vor einigen Jahren wurde neben der Bergstation der Seilbahn eine neue große Anlage eröffnet, in der sich eine Skibar, ein Selbstbedienungsrestaurant, ein Wellnesscenter, ein Restaurant mit typischer Küche und ein großes Theater / Auditorium befinden.